# Omoplata
La Omoplata es una llave de artes marciales que consiste en la hiperextensión del hombro. Es originaria del Jiu-Jitsu, y en japonés se llama de dos maneras distintas, ashi-sankaku-garami o ude-garami. Este último nombre es el más utilizado debido a que el omoplata, se considera una variante de este.
Existe controversia con respecto a ésta llave, pues muchos consideran que su origen es una transición para poder salir de la guardia a una posición más ventajosa o, sencillamente, escapara del control del rival, no una llave de luxación, alegando que éste uso es moderno y se empezó a ser utilizado como sumisión por los practicantes de Jiu-jitsu brasileño. No obstante, a día de hoy, se la considera una llave de luxación, que en caso de no salir correctamente, no pone al luchador en peligro o en una posición desventajosa.

## Mecánica/Ejecución

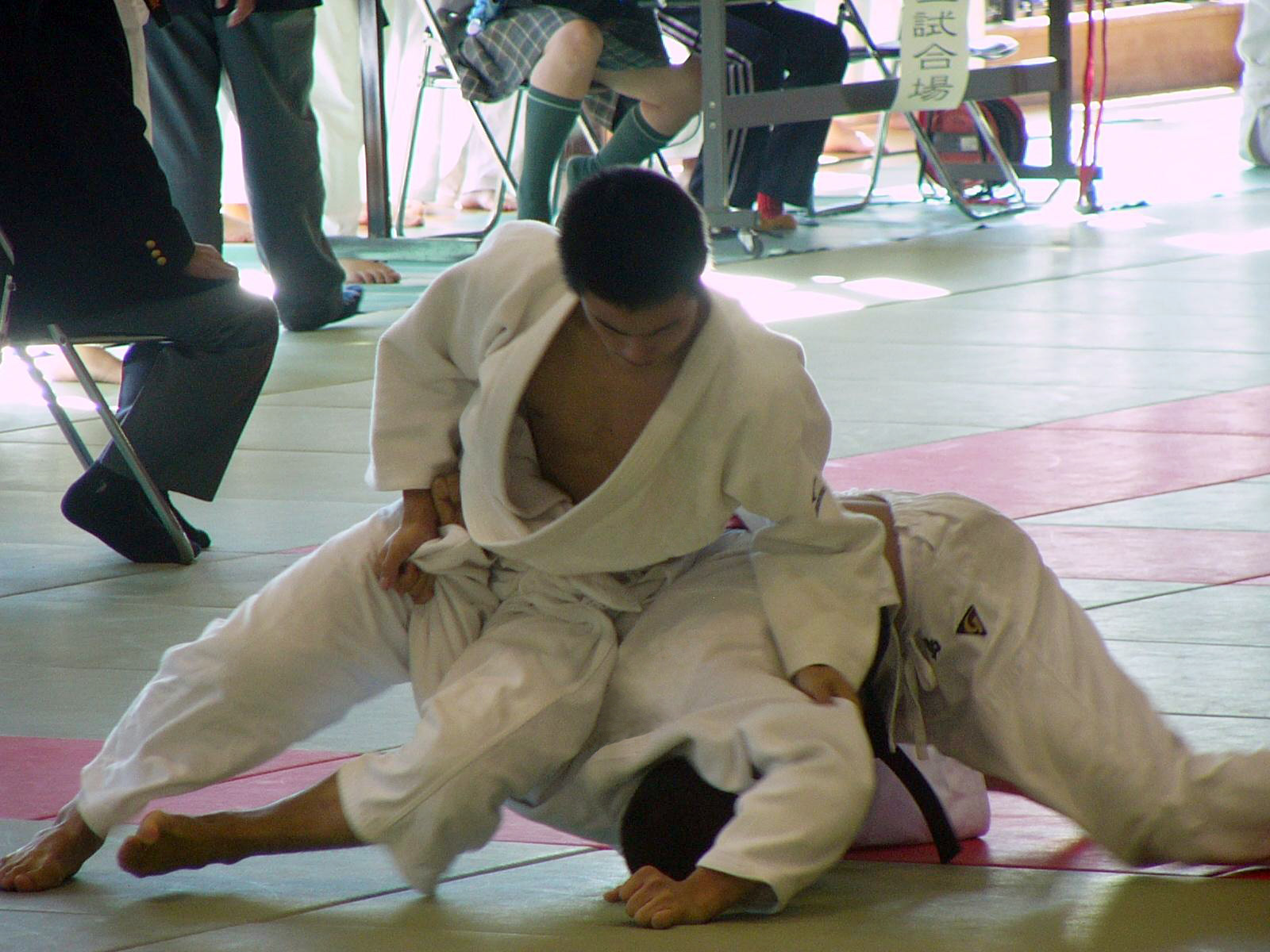
Omoplata en competición de Jiu-Jitsu

La omoplata es una de las llaves más vistosas y técnicas, de ahí su popularidad, que se pueden realizar en el suelo. No obstante, su efectividad en competiciones de combate de alto nivel (véase, por ejemplo UFC o torneos de Jiu-Jitsu) es reducida o nula. Se puede realizar, como otras tantas, desde diversas posiciones, desde la guardia, la posición montada, de la "spider", la "rubber guard" etc. Aquí, vamos a explicar la mecánica de su uso más habitual, (que además coincide con el supuesto uso originario de la misma) desde la guardia.
El tori controlará desde la guardia fuertemente al uke, tratando de llevar el control, puesto que es una técnica que debe hacerse con rapidez para que salga bien. Desplazará el codo de uno de los brazos hacia el exterior con la mano, cogiendo el propio brazo o el gi, para, así, tener más espacio donde trabajar y separar el brazo que va a ser atrapado del cuerpo del uke. Al mismo tiempo, se ejecutará el "movimiento defensivo de la gamba", moviendo la cadera hacia el brazo separado (izquierdo-izquierdo por ejemplo) abriendo las dos piernas y aproximando la propia (en este caso, izquierda) hacia la cara del rival, intentando deslizar la otra pierna por debajo del uke o sacarla hacia uno mismo, en este caso, hay que hacerlo con rapidez puesto que el uke puede escapar. No obstante, en competiciones se suele hacer así debido a que no hay tiempo para deslizar la pierna si se quiere que salga bien. El tori, en este momento habrá pasado a controlar al muñeca del uke y tratará de terminar de sacar la pierna si no lo ha hecho ya. 
En este punto el tori deberá cruzar las piernas y pasarlas al lado correspondiente (izquierdo, en este caso) de modo que tendrá todo su cuerpo sacado hacia uno de los lados del uke, y deberá estar apoyado en sus piernas moviendo el peso de su cuerpo den diagonal hacia el cuerpo del uke, para hacer que se tumbe (o que al menos no pueda escapar) y tener más control sobre él. Aquí las piernas se dejan de cruzar, puesto, que, para finalizar la llave, el tori deberá tratar de ponerse de pie hacia la diagonal dibujada anteriormente o, sencillamente, desplazar el peso de cuerpo junto con un movimiento de las rodillas y la cadera hacia la diagonal, para sí provocar la hiperextensión del hombro. El uke se habrá rendido al poco de exteneder la rodilla y las caderas.
- Datos: Q5404995